# Bredenscheider Straße 8 (Hattingen)

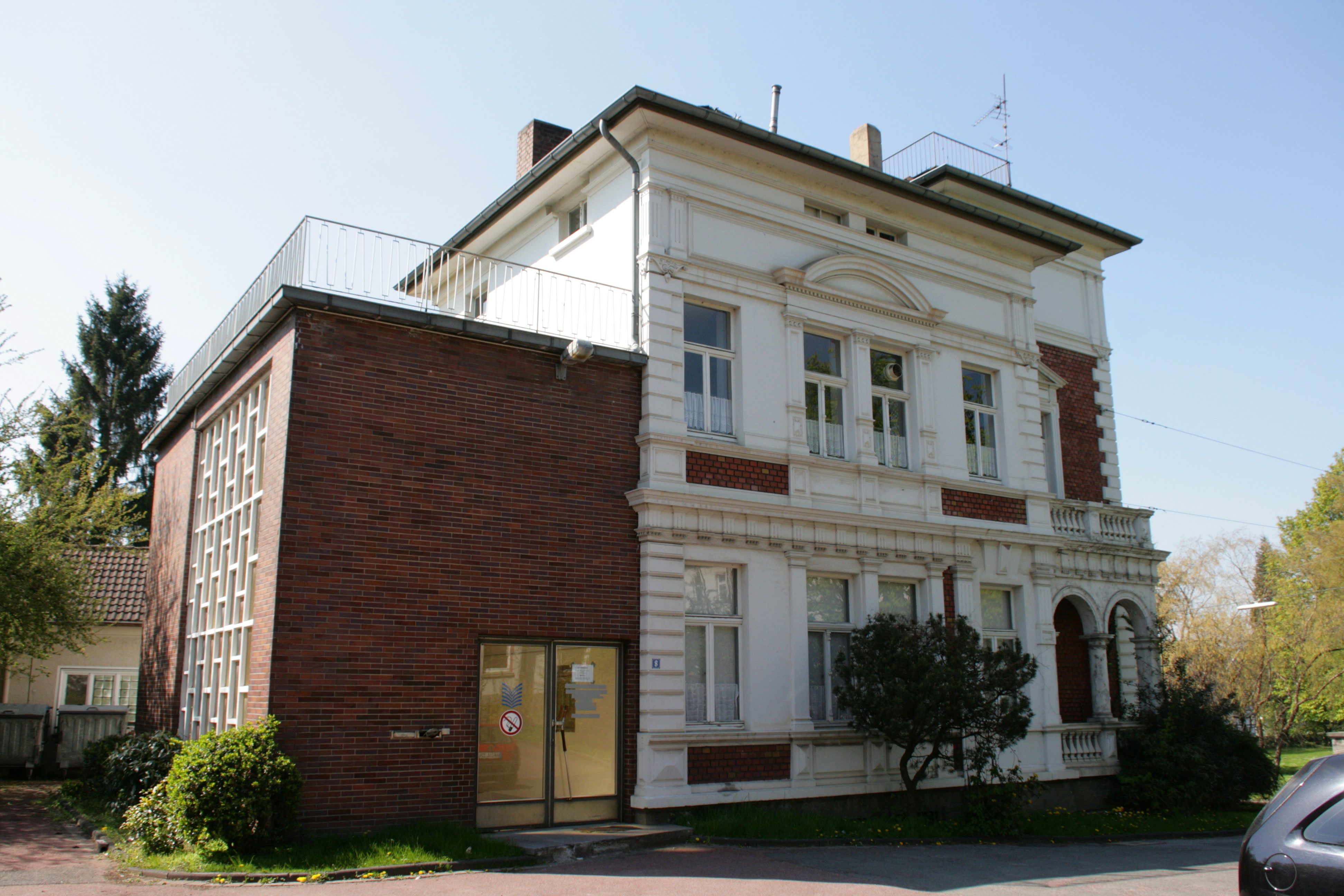
2010

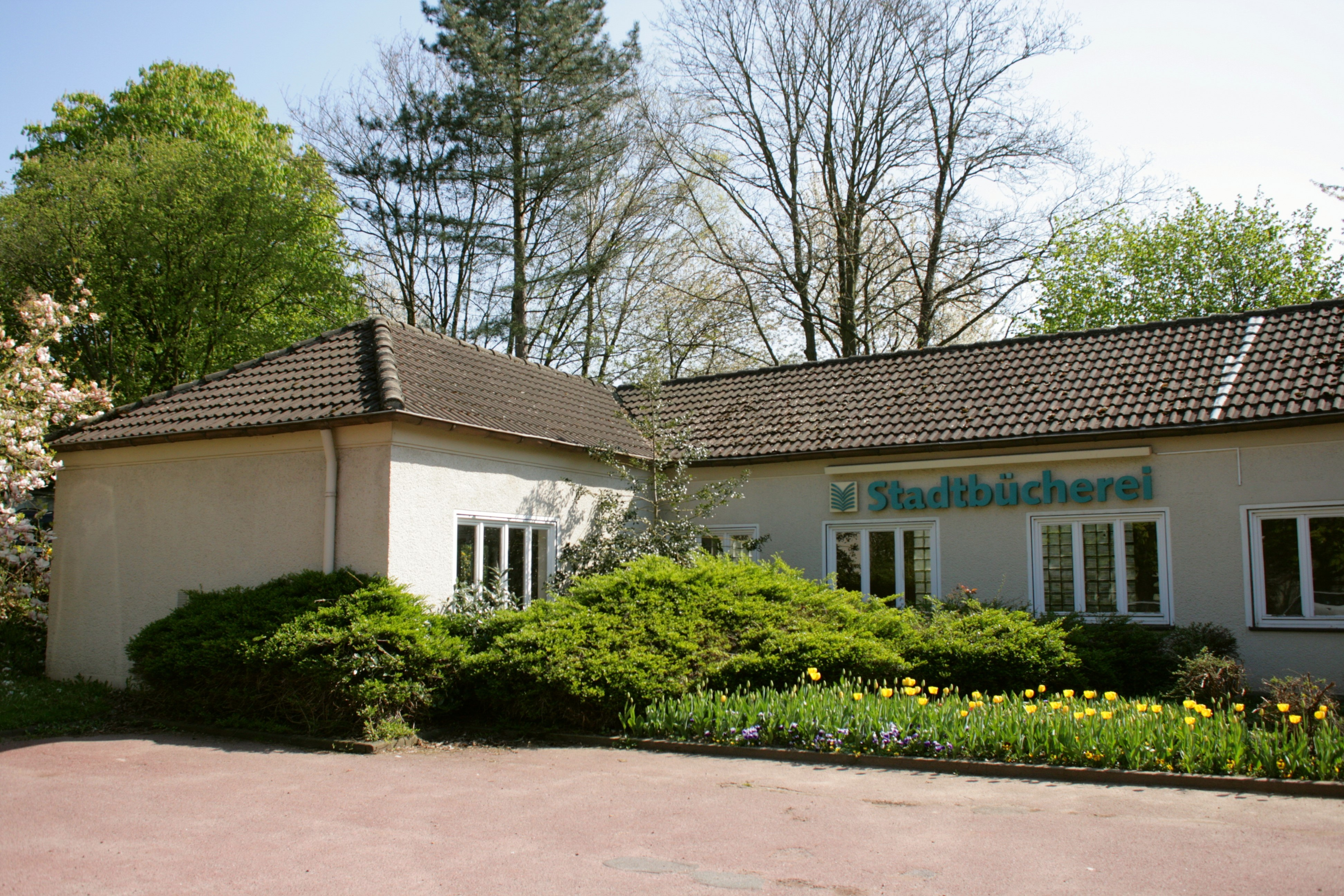
Ehemalige Bücherei

Die Villa an der Bredenscheider Straße 8 ist ein Bauwerk in Hattingen.
Sie war 40 Jahre lang Sitz der Bücherei der Evangelischen Kirchengemeinde Welper-Blankenstein mit einem Bestand von 5000 Büchern. Sie wurde 2009 ins Reschop Carré verlegt. Die Nachnutzung und der Verkauf durch die Stadt Hattingen gestaltete sich wegen des Sanierungsbedarfs als schwierig.
Die Villa ist in die Liste der Baudenkmäler in Hattingen eingetragen. 